# Do or die (Jonna Fraser)
Do or die is een single van de Nederlandse rapper Jonna Fraser met de Nederlandse rapformatie Broederliefde uit 2016. Het lied stond in hetzelfde jaar als vierde track op het album Goed teken van Fraser.

## Achtergrond
Do or die is geschreven door Memru Renjaan, David van Dijk, Carlos Vrolijk, Milangchelo Junior Martina, Nilomar Marcel Francisca, Jonathan Grando, Emerson Akachar, Jerzy Rocha Livramento, Melvin Silberie en Javiensley Dams en geproduceerd door Project Money en Zürich. Het is een nederhoplied waarin de liedvertellers zingen over waarom zij de juiste zijn voor de vrouwen die zij versieren. Het lied betekende voor Fraser zijn grote doorbraak. Het lied verkocht goed en werd veel gestreamd; het werd driemaal platina in Nederland.

## Hitnoteringen
Het lied bereikte de twee grootste hitlijsten van Nederland. In de Single Top 100 kwam het tot de tiende plek en stond het 32 weken in de lijst genoteerd. De piekpositie in de Top 40 was de zeventiende plaats in de tien weken dat het in de hitlijst te vinden was. 